# Dragó gegant de Sarasin
El dragó gegant de Sarasin (Rhacodactylus sarasinorum) és una espècie de sauròpsid (rèptil) escatós de la família dels diplodactílids endèmica de Nova Caledònia. D'hàbits nocturns, no és tan arborícola com la resta de dragons del seu gènere.